# Белорусское общество анестезиологов-реаниматологов
Белорусское общество анестезиологов-реаниматологов (БОАР) — добровольное профессиональное сообщество анестезиологов-реаниматологов Республики Беларусь. С 2024 года называется Обществом анестезиологов-реаниматологов.

## История
После того как в 1966 году в Москве было создано Всесоюзное научное общество анестезиологов-реаниматологов (ВНОАР), стали создаваться научные общества анестезиологов-реаниматологов союзных республик.
Учредительная конференция Республиканского научного общества анестезиологов и реаниматологов БССР состоялась 2-3 сентября 1971 года в Минске.
В первое правление общества избраны: Т. П. Аблам, Е. Б. Борисевич, Г. Н. Гецман, В. П. Ефимов, Я. А. Жизневский, А. Г. Захаров, С. В. Исаенко, Ф. Б. Каган, И. З. Клявзуник, М. Ф. Ковалев, В. И. Козыро, Д. А. Кулак, В. В. Курек, Д. В. Мирутко, А. А. Плавинский, К. Е. Рыбаченко, С. П. Рынейский, В. В. Спас, С. З. Фрадкин, П. В. Цедрик и В. М. Шинкарик.
После обретения независимости Республики Беларуси на X Всемирном конгрессе анестезиологов-реаниматологов в Гааге в 1992 году Белорусское научное общество анестезиологов-реаниматологов принято в Европейское общество анестезиологов (ESA).
В 2007 году общество получило нынешнее название — Белорусское общество анестезиологов-реаниматологов (БОАР).

## Современность
БОАР ведёт активную образовательную деятельность. Под его эгидой проходят все основные конференции и съезды по специальности в стране, семинары Курса по европейскому образованию в анестезиологии (CEEA) и другие мероприятия с международным участием.
Активное сотрудничает с Европейским обществом анестезиологов (ESA), Федерацией анестезиологов-реаниматологов России, а также с клиникой Мейо (США).
Ведётся активная работа в Интернете и социальных сетях с целью распространения актуальной профессиональной информации, заседания БОАР транслируются на канале Youtube.

## Съезды анестезиологов-реаниматологов БССР и РБ
- I съезд — 28–29 мая 1981 года, Минск
- II съезд — 5–6 декабря 1991 года, Минск
- III съезд — 5–6 октября 1995 года, Витебск
- IV съезд — 1–3 ноября 2000 года, Гродно
- V съезд — 14–15 октября 2004 года, Гомель
- VI съезд — 13–14 мая 2008 года, Минск
- VII съезд — 31 мая – 1 июня 2012 года, Брест
- VIII съезд — 19–21 мая 2016 года, Минск
- IX съезд — 12-13 мая 2022 года, Минск (вначале планировалось провести его в мае 2020 года в Витебске, затем в Минске, однако съезд был перенесен из-за коронавирусной пандемии сначала на 28-30 октября 2021 года, затем на весну 2022 года).

Проведение очередного съезда запланировано на 2026 год в Гродно.

## Председатели общества
- И. З. Клявзуник[бел.] (до 1991 года)
- И. И. Канус (1991–2004)
- Г. В. Илюкевич (2004–2008)
- О. Т. Прасмыцкий[бел.] (2008–2012)
- Г. В. Илюкевич (2012–2016)
- А. М. Дзядзько[бел.] (2016–2022)
- В. В. Римашевский (с 2022)

## Сайт БОАР
- bsaer.org